# Bolingbroke (Regno Unito)
Bolingbroke, oggi chiamato Old Bolingbroke, è un villaggio inglese nelle vicinanze di Boston, nel Lincolnshire. Un secondo villaggio a dieci chilometri a sud-ovest è chiamato New Bolingbroke.
William de Roumare, I conte di Lincoln, (nato circa nel 1096) edificò il castello di Bolingbroke nel XIII secolo: un classico castello a terrapieno e recinzione, con fossato di cinta riempito d'acqua, il tipo di castello divenuto uno stereotipo hollywoodiano 700 anni dopo.
Il figlio di Edoardo III, Giovanni Plantageneto, acquisì il castello che nel 1367 divenne il luogo di nascita di suo figlio Henry, conosciuto in seguito come Enrico di Bolingbroke e destinato a divenire re Enrico IV d'Inghilterra. Il castello subì un assedio durante la guerra civile nel 1643, in quanto usato per le truppe di presidio prima della battaglia di Winceby (11 ottobre 1643). Le ultime strutture rimaste in piedi caddero nel 1815. Il sito infine divenne una collina erbosa, che gli archeologi escavarono negli anni settanta.